# Фошвилл
Фошвилл (Fochville) — город в местном муниципалитете Мерафонг-Сити в районе Уэст-Ранд провинции Гаутенг (ЮАР).
Город был основан 15 ноября 1920 года. Название он получил в честь знаменитого французского полководца Первой мировой войны маршала Фоша.